# Marcos Guttmann
Marcos Guttmann (Columbus, 4 de janeiro de 1970) é um cineasta brasileiro.
Nascido nos Estados Unidos, mudou-se para o Brasil aos três meses de idade. Formou-se em Direito na PUC-Rio.
Começou a carreira como assistente de direção de Carla Camuratti, em Carlota Joaquina, Princesa do Brasil, de 1994. Trabalhou na produção de diversos outros filmes, ao mesmo tempo que dirigia curta-metragens. Dirigiu as séries de TV Fanáticos Futebol Clube e Promessas do Futebol.
Maresia, seu primeiro longa, foi exibido no Festival Filmes do Mundo de Montreal em 2015. Foi exibido também no Festival de Cinema Itinerante da Lingua Portuguesa e no Cine Ceará 26, em 2016, onde recebeu os prêmios de Melhor Ator (Julio Andrade) e Melhor Diretor (Marcos Guttmann).

## Filmografia

### Curtas-metragens
- 2003 - Km 0
- 1995 -  Vicente
- 1992 - Lapso
- 1991 - Numa Beira de Estrada

### Longa-metragem
- 2015 - Maresia